# 痞子英雄2：黎明再起
《痞子英雄二部曲：黎明再起》由台灣與中国大陸合資拍攝，導演為蔡岳勳。繼2012年於《痞子英雄首部曲：全面開戰》之電影版，本片的劇本原型為電視劇《痞子英雄》的後續，並將故事改寫為電影的續集。於2013年9月正式開拍，2014年1月27日殺青，前导预告片于2014年5月17日在戛纳影展“台湾之夜”中放映。電影則在2014年10月2日上映。
相較於第一集《全面開戰》，《黎明再起》製作規模更為驚人，堪稱台灣最具商業頭腦的導演蔡岳勳，這回灑了6億台幣在《黎明再起》的拍攝上，光是特效鏡頭花費就超過1億（總預算六分之一），號稱創造台灣影史7大紀錄，包括：最多國際團隊進駐、採用先進拍攝儀器Scorpio ARM吊臂（單日30萬）、8000萬打造亞洲最大數位特效攝影棚、亞洲最強爆破特效，300支槍械，上萬個爆破彈、超過300輛車打造飛車競速場面、特效鏡頭花費超過1億、打造首座痞子英雄微型主題遊樂園在高雄。

## 劇情簡介
黑暗帶來光明 毀滅造就重生，兩個警探，一個衝動憑直覺辦案，一個理性追求科學證據，性格極端不同的兩人聯手卻產生更強大的能量，唯有他們，才能搶救海港城即將陷入全面封閉的驚天危機！
劇情時間設定於《痞子英雄首部曲：全面開戰》的一年半後，也就是2006年春天（全面開戰故事時間為2004年的8月），約為電視版的2、3年前（電視版故事時間為2009的4月至8月）。

## 演員陣容

在“痞子英雄2”内出演的黄渤

### 主要角色
| 演員姓名 | 角色姓名 | 角色介紹 | 粵語配音 |
| 趙又廷   | 吳英雄   | 南區分局重案特勤組警員。是正義感強烈、辦案十分認真的警官。同僚都將他視為真正的英雄；但對於高階長官而言，無非是個大麻煩。 | 張振熙   |
| 林更新   | 陳真     | 東區分局重案特勤組警員。                                                                                                 | 袁德基   |
| 張鈞甯   | 藍西英   | 南區分局鑑識官，受其兄藍西恩少校的指導，槍法奇準。其父從事警務卻慘死。                                                   | 姜嘉蕾   |
| 修杰楷   | 黃世楷   | 國防部「黑鷹」特種部隊軍人，奉隊上長官遺命、全力阻止「夜行者」的戰士發射EMP飛彈。                                              | 李家傑   |
| 鄒承恩   | 程諾     | 國防部 「夜行者」 計畫中的軍官兼祕密殺手                                                                                       |          |

### 其他角色
| 演員姓名      | 角色姓名     | 介紹 | 粵語配音 |
| 黃渤          | 徐達夫       | 前三聯會成員。自從被吳英雄放走後，處於被通緝的狀態。 為了要救回戀人杜小晴，被迫返回了海港城這個對他而言的是非之地。        |          |
| 關穎          | 杜小晴       | HARU鋼琴酒吧老闆娘、前三聯會西堂主情婦，後來與徐達夫私奔並懷有一女。 在片中被迫成為威脅徐達夫充當炸彈客的「籌碼」。        |          |
| 古力娜扎      | 李小牧       | 南區分局重案特勤組見習生。視吳英雄為偶像，也是她選擇警察作為職業的最大原因之一。                                           |          |
| 金士傑        | 石永光       | 現任總統 在片中根據101號危機法，任作戰指揮中心總指揮官，統領各單位最高總指揮權。                                           |          |
| 王月          | 郭正怡       | 海港城市長 |          |
| 蔡岳勳        | 藍西恩       | 藍西英的哥哥，國防部「夜行者」計劃、陸軍暗殺特種部隊「夜行者」少校指揮官。 本集大反派、發動「枯草計畫」等連續恐怖攻擊事件的主使者。    | 羅偉傑   |
| 湯志偉        | 陳俊麟       | 南區分局重案特勤組組長 |          |
| 乾德門        | 李建國(老李) | 南區分局重案特勤組刑警 |          |
| 洪晨穎        | 小綠(艾綠)   | 南區分局資訊組女警 |          |
| 吳仲強        | 浩克         | 南區分局刑事一課資訊組工程師                                                                                               |          |
| 劉碧麗        | Ann          | 夜行者神秘組織殺手 |          |
| 黃懷晨        |              | 黑鷹特種部隊隊長 |          |
| 葉建廷        |              | 黑鷹特種部隊隊員 |          |
| 高廷宇        |              | 黑鷹特種部隊隊員 |          |
| 李銘順        | 蒲志剛       | 軍備作戰署署長 |          |
| 尹昭德        | 李佐鴻       | 軍情局幕僚長，作戰指揮中心一員                                                                                             |          |
| 胡 鈞         |              | 內政部長，作戰指揮中心一員                                                                                                 |          |
| 焦志方        | 焦承均       | 軍情局局長，作戰指揮中心一員                                                                                               |          |
| 傅 雷         | 王毓榮       | 軍備局局長 |          |
| 朱陸豪        | 黃宇明       | 警政署署長 |          |
| 雲中岳 (演員) |              | 情報局局長，作戰指揮中心一員                                                                                               |          |
| 陳風          |              | 三聯幫眾 |          |
| 陶傳正        | 陶立國       | 軍防部長,作戰指揮中心一員                                                                                                  |          |
| 張國柱        | 藍耀明       | 藍西英及藍西恩父親，檢察署鑑識官，因為發現夜行者秘密及其陰謀，被西恩親手滅口、死在河堤水坑(與電視劇裡西英所提及的死因呼應) |          |
| 林思杰        |              | SWAT隊長 |          |
| 周詠軒        | 周克超       | EMP火箭控制組組長 |          |
| 蔡力允        |              | 武器小組組長 |          |
| 邱品程        |              | |          |
| 賴東賢        |              | |          |

### 特別演出
| 演員姓名 | 角色姓名 | 介紹 |
| 陳漢典   | 吸毒犯   | （因考量觀眾年齡層而把其戲份給刪除）                                                                        |
| 胡婷婷   | 羅詠真   | 特種作戰師、夜行者少校連絡官。 從藍西恩叛逃失蹤後被軟禁長達一年之久，被召來後告訴軍方藍西恩將進行枯草計畫。 |

## 電影歌曲
| 曲別   | 歌名 | 演唱者 | 作詞 | 作曲   |
| 主題曲 | 天敵 | 蕭敬騰 | 林夕 | 蕭敬騰 |

## 國際團隊
- 動作指導：杰克·吉尔（Jack Gill）
  - 在好萊塢影壇已累積了三十幾年特技演員及動作指導經歷的杰克·吉尔（Jack Gill），曾創造了許多令人印象深刻的經典動作場面，例如：近年的賣座電影《玩命關頭5》、《醉後大丈夫3》、《荒野大飆客（英语：Wild Hogs）》等皆由他負責動作指導，特技演員起家的他做過各種驚險動作，高空爆破飛速動作都難不倒他，近年更履次獲得動作特技獎，他的專業、精準、安全在業界贏得佳譽。

- 武術指導：罗恩·袁（Ron Yuan）
  - 華裔好萊塢演員及武術專家Ron Yuan，在《玩命關頭》、《越獄風雲》、《24小時反恐任務》、《CSI犯罪現場》等多部電影及美國影集演出過，近年更嘗試電影動作及武術指導、MV導演等多元發展，自小習武的他，為「痞子英雄2：黎明再起」設計了有別於好萊塢、專屬於東方的獨特動作武打場面，節奏明快、拳拳到肉，臨場感十足，值得期待。但實際演出後問題也相當嚴重。其實仔細看不難發現，格鬥相當疲軟。雖然動作看起來激烈真實，但實際上感覺就沒有打到肉上，演員根本就沒有使勁兒，完全就是靠吼的。每當演員出手的時候，吼得聲音很大，讓你感覺他好像出了很大力，很猛，但你看他們中招後的身體受力情況就知道，真的太軟。

- 特效：法國視覺特效公司BUF
  - 甫獲《一代宗師》金馬獎視覺特效獎。成立於1984年，已有27年歷史，總部設在巴黎以及洛杉磯。比利時、加拿⼤大各設有分部，旗下員工超過300人，設備精良齊全，除了滿足顧客的特效需求，並擁有13位工程師組成的研究團隊。視效獎項獲獎無數，八次獲得廣告界最高榮譽「Clio Awards」，為無數巨星包含瑪丹娜、碧玉等重量級女歌手製作音樂錄影帶。廣告客戶則包含可口可樂、LEXUS、迪士尼等等。
  - 在過去23年，BUF創造了高達230億美元的產值。
  - 知名作品包含：《阿凡达》、《黑客帝国》、《雷神索爾》、《黑暗騎士》、《攔截記憶碼》、《少年PI的奇幻漂流》等。
  - 但本作最大的問題就是特效。跟浴血任務3一樣，存在著嚴重的濫用特效的現象。看過上一部的都知道，除了一個假想的核爆炸場面同最後的飛機場面是用特效做出，其它的主要動作場面、飆車、爆炸、直升機等等都是實拍。本片中卻幾乎都是用特效來呈現，或者是用特效來美化場面。這就導致，很多地方出現了失真。尤其是物體的運動軌迹失真和重力感喪失，這是做特效最容易出現的問題。

- 美術總監：赤塚佳仁（Yoshi Akatsuka）
  - 赤塚佳仁為全球前20大置景師，長期與種田陽平總監一同合作，曾參與製作多部好萊塢及華語大型電影，包括《天台》、《賽德克·巴萊》、《大盜五右衛門》、《金陵十三釵》與《杀死比尔》，並在凯特·布兰切特的SK2廣告、宇多田光的音樂錄影帶及書籍皆有令人印象深刻的作品。擅長精緻細膩呈現電影美學，大膽超越創新視覺風格，此次與「痞子英雄2：黎明再起」的合作，將挑戰現代時尚科技動作風，展現亞洲電影全新樣貌！
  - 作品：
美術總監—《天台》、凱特·布蘭琪SK2廣告。
美術製片—《賽德克·巴萊》、《大盜五右衛門》。
美術指導—《阿馬爾菲 女神的報酬》。
置景師—《金陵十三釵》、《怪談》、《詭絲》、《玩命關頭3：東京甩尾》、《星星少年（日语：星になった少年）》、《追殺比爾》、《东京攻略》、《不夜城》、《燕尾蝶》。

- 服裝造型：沃恩·亚历山大（Vaughan Alexander）
  - 來自澳洲的設計師沃恩·亚历山大（Vaughan Alexander）曾居住在日本長達十年，期間又為知名樂團Pizzicato Five及宇多田光擔任造型及服裝設計師，因此在他的設計風格上隨處可見皆是西洋與東⽅方間的完美結合。沃恩負責過日本電影「大盜五右衛門」造形設計，擔任過妮可基嫚與休傑克曼主演的「澳大利亞」服裝組成員，熱愛東方文化，簡潔明快充滿時尚潮味的設計風格，將與痞子英雄2激盪出令人期待的火花。

- 服裝造型：陳裕光（Thomas Chan）
  - 天王天后最愛的香港造型師陳裕光（Thomas Chan），曾負責過王菲、張惠妹、鄭秀文與蕭亞軒等明星的演唱會及專輯造型，首次跨刀，精準洞悉力，精緻細膩的美學將角色內在靈魂延伸至外在造型，再生為完美的融合，角色的能量於銀幕前綻放。

- 3D製作：灵动力量
  - 北京灵动力量文化传媒有限公司成立于2007年从事影视后期的工作，从2009年开始涉足3D立体电影的制作。三年时间来，参与制作的海内外各种类型的电影作品10余部，包括：《生化危機4》、《食人魚3D》、《神鬼至尊》、《王者之劍》與《惊天战神》等，涉及类型广泛，制作质量精良。3D影视制作水平达到全球领先水平，受到代表世界影视最高水平的美国好莱坞多家制作公司认可。
  - 北京灵动力量文化传媒有限公司是目前中国规模最大，水平最高的3D立体电影制作公司。目前拥有200人的制作团队与管理人员。北京灵动力量文化传媒有限公司同时为片方提供现代3D电影与3D电视制作的3D视觉整片设计，整片制作过程的现代工业化管理。北京灵动力量文化传媒有限公司也是目前中国唯一的一家拥有3D电影成功案例的公司。北京灵动力量文化传媒有限公司拥有一批国内最优秀的3D影视制作人才，同时为3D立体电影，电视提供综合解决方案。目前北京灵动力量文化传媒有限公司已制作過电影的立体版，亦是这部电影的独家整片制作公司。同时已经在FOX不久与世界观众见面的影片立体制作上上取得了巨大进展。

## 拍攝地點
- 高雄
  - 真愛碼頭
  - 高雄夢時代三期空地
  - 高雄展覽館
  - 85大樓
  - 國立科學工藝博物館 （页面存档备份，存于）
- 台中
  - 亞洲大學亞洲現代美術館
  - 七期重劃區
  - 台灣大道市政大樓府前及府後廣場
  - 星期五餐廳
  - 金色三麥
- 台南
  - 十鼓文化園區
- 台北
  - 信義計畫區

此外，臺中市政府也給予該片150萬元輔導金及拍攝支援。

## 大記事
- 2013年8月5日 台北開鏡拜拜
- 2013年12月26日 高雄夢時代片場《痞子英雄二部曲：黎明再起》首發會
- 2014年1月27日 殺青

## 外部連結
- YouTube上的「痞子英雄：黎明再起」前導預告
- 痞子英雄Black & White的Facebook專頁
- 互联网电影数据库（IMDb）上《痞子英雄2：黎明再起》的资料（英文）
- 香港影庫上《痞子英雄2：黎明再起》的資料（繁體中文）
- 開眼電影網上《痞子英雄2：黎明再起》的資料（繁體中文）
- 豆瓣电影上《痞子英雄2：黎明再起》的資料 （简体中文）
- 时光网上《痞子英雄2：黎明再起》的資料（简体中文）